# دروازه یوسف‌آباد
دروازه یوسف آباد (واقع شده کمی پایین‌تر از چهارراه کالج در تقاطع خیابان حافظ و غزالی فعلی دقیقاً در محل تالار وحدت) یکی از دروازه‌های قدیمی شهر تهران بوده است که در دوران قاجار احداث گردیده بود. این دروازه در سال ۱۳۱۲ در زمان پهلوی اول همزمان با گسترش و مدرن‌سازی شهر تهران تخریب شد.
این دروازه غربی‌ترین دروازه تهران بود و دروازه در محدوده تالار وحدت کنونی قرار داشت.

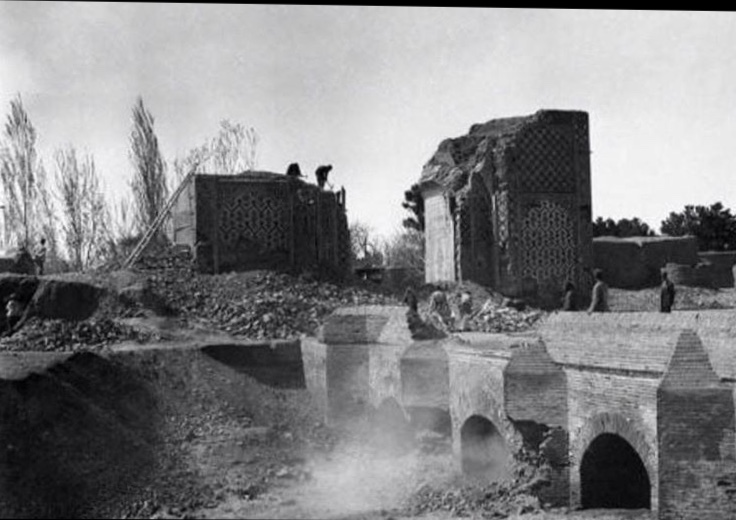
دروازه یوسف آباد حین تخریب

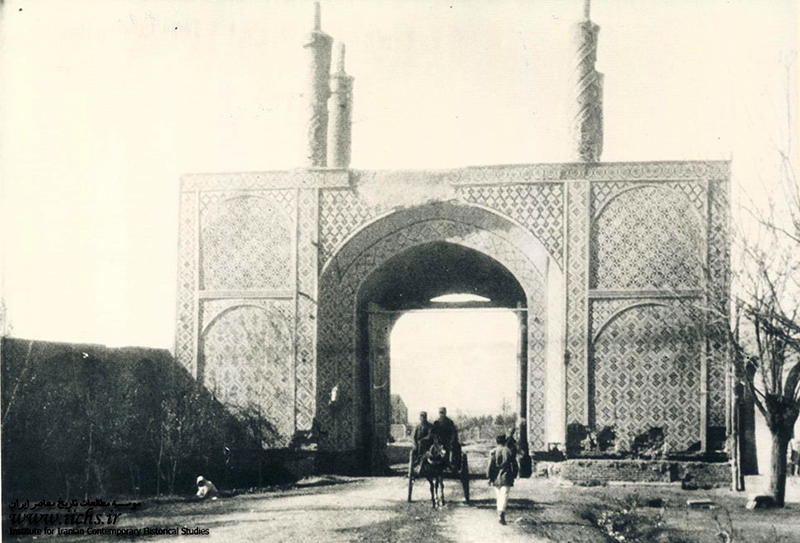
دروازه یوسف آباد تهران

دروازه‌های تهران شامل ۱۲ دروازه بودند که شامل دروازه دولت، دروازه شمیران، دروازه دولاب، دروازه خراسان، دروازه شاه عبدالعظیم، دروازه غار، دروازه خانی‌آباد، دروازه گمرک، دروازه قزوین، دروازه باغ شاه و دروازه یوسف‌آباد می‌باشند که در زمان مدرن سازی شهر تهران همگی تخریب شدند.
شاه قاجار برای بازدید از زمین‌های بهجت‌آباد از آنجا عبور می‌کرده که به دروازه بهجت‌آباد هم معروف است.